# Vicente Gómez Umpiérrez
José Vicente Gómez Umpiérrez (Las Palmas, 31 d'agost de 1988) és un exfutbolista professional canari que jugava com a migcampista defensiu. Va jugar la major part de la seva carrera amb la UD Las Palmas.

## Carrera de club
Gómez va debutar com a sènior amb l'AD Huracán el 2007. L'estiu de 2009 va fitxar per la UD Las Palmas; inicialment assignat a l'equip C, va jugar tota la temporada 2009-10 amb l'equip B a Tercera Divisió.
El 22 de juny de 2010, Gómez fou definitivament promocionat al primer equip. L'1 de setembre va debutar com a professional, jugant com a titular i marcant el segon gol del seu equip en una derrota per 3–5 a fora contra el Reial Valladolid a la Copa del Rei de futbol 2010–11.
Gómez va debutar en lliga tres dies després, entrant a la segona part com a substitut de David González en un empat 0–0 a fora contra la SD Huesca, a la Segona Divisió. El 24 de setembre de 2011 va marcar els seus primers gols en la categoria, un doblet en una derrota per 2–4 contra el Girona FC – posteriorment, també fou expulsat.
El 8 de juny de 2012, Gómez va signar un nou contracte per quatre anys amb els Amarillos, fins al 2016. Va jugar 31 partits i va marcar tres gols durant la temporada 2014–15, en la qual l'equip va ascendir a La Liga després de 13 anys.
Gómez va debutar a la màxima categoria el 22 d'agost de 2015, substituint Hernán en una derrota per 0–1 contra l'Atlètic de Madrid.